# Sege, Sverige

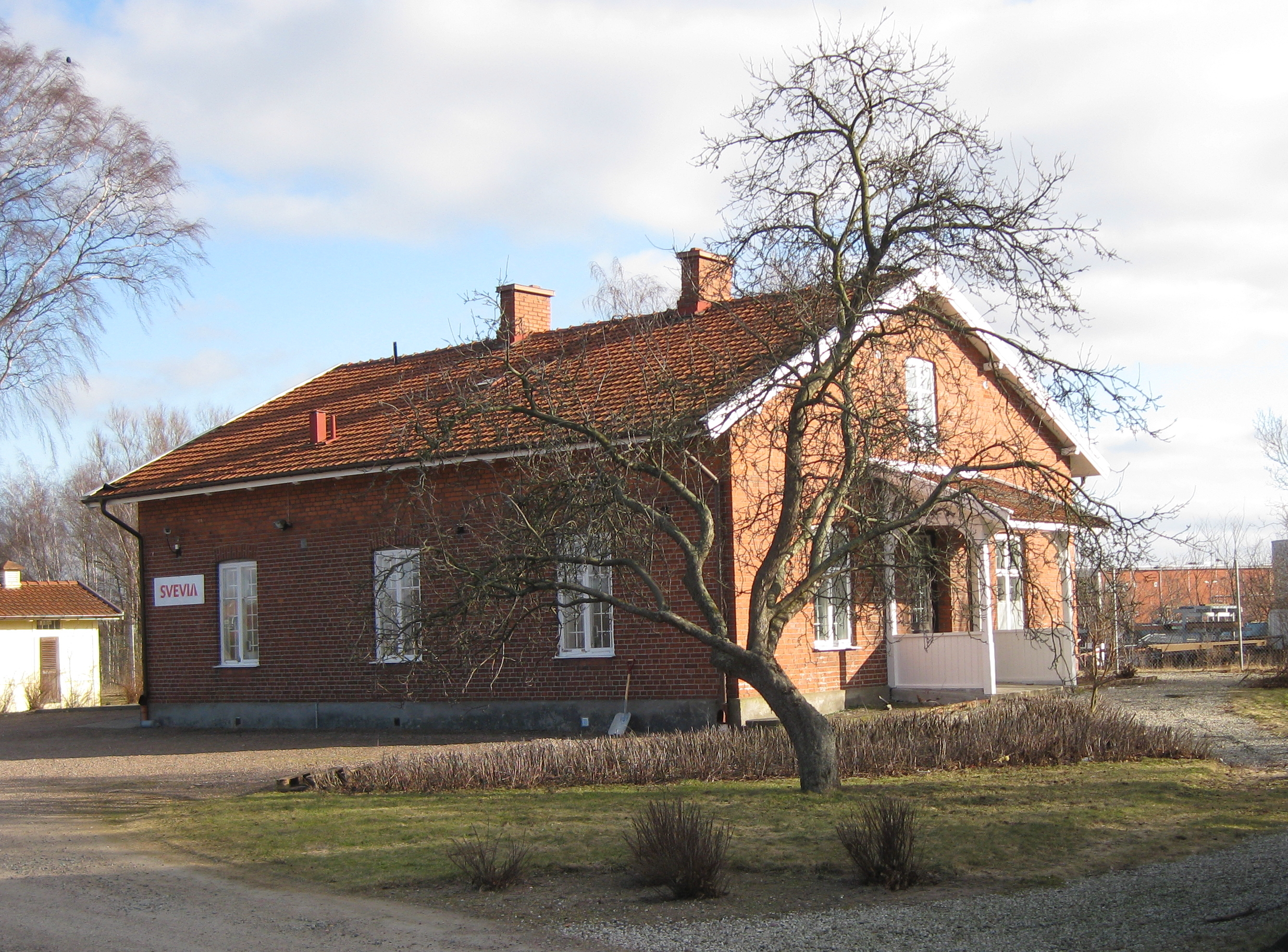
Stationshuset under februari 2011.

Sege är en tidigare by och stationssamhälle beläget söder om Arlöv inom nuvarande Burlövs kommun i Skåne län. Det mesta av orten utgörs av åkermark, men har även några sjöar.
Arlövs by var före enskiftet belägen vid det som idag är Sege. Då man anlade Arlöfs sockerfabrik 1869 och järnvägsstationen på Södra stambanan 1871, kom samhällets tyngdpunkt att förskjutas norrut.
Från 1893 fanns Sege station vid  Malmö-Simrishamns järnväg. Stationen hade 3 spår och ett stickspår till en större transformatoranläggning som ligger norr om Sege. Järnvägen är numera nedlagd men spårområdet, dock igenväxt, och stationshuset finns kvar. Stationshuset har i kommunens bevarandeplan från 2000 betecknats som en "bevarandevärd byggnad av kulturhistoriskt värde". Utredningar har gjorts om att återuppta tågtrafiken mellan Malmö och Simrishamn via Staffanstorp. Då skulle tåg åter börja passera Sege, dock utan uppehåll.
I Sege fanns även Sege Bryggeri.